# Корова (приток Юрмача)
Корова — река в России, протекает по Камышловскому району Свердловской области. Устье реки находится в 38 км по левому берегу реки Юрмач. Длина реки составляет 13 км.

## Данные водного реестра
По данным государственного водного реестра России относится к Иртышскому бассейновому округу, водохозяйственный участок реки — Пышма от Белоярского гидроузла и до устья, без реки Рефт от истока до Рефтинского гидроузла, речной подбассейн реки — Тобол. Речной бассейн реки — Иртыш.

## Населённые пункты
- Першата
- село Куровское